# Melanagromyza albocilia
Melanagromyza albocilia este o specie de muște din genul Melanagromyza, familia Agromyzidae, descrisă de Friedrich Georg Hendel în anul 1931.
Este endemică în Austria. Conform Catalogue of Life specia Melanagromyza albocilia nu are subspecii cunoscute.